# Larche (Alpes-de-Haute-Provence)
Pour les articles homonymes, voir Larche.
Larche (en occitan L'Archa) est une ancienne commune française frontalière de l'Italie, située dans le département des Alpes-de-Haute-Provence en région Provence-Alpes-Côte d'Azur, devenue, le 1er janvier 2016, une commune déléguée de la commune nouvelle de Val d'Oronaye.
Le nom de ses habitants est Larchois. Elle se situe aux confluences secondaires des vallons du Lauzanier, de l'Oronaye, du Rouchouze et de l'Ubayette dans la vallée de l'Ubaye.
Elle est frontière routière, bordée des territoires italiens du Piémont, par sa province de Coni, accessible par la Vallée de la Stura. Traversant la commune frontalière italienne de l'Argentera vous rejoignez les villes moyennes de Demonte et Vinadio. Le col de Larche est un accès logistique d'importance régionale à la fois sur le plan touristique et commercial vers la cité régionale de Coni, dénommée Cuneo en italien. La position géographique du village permet en toute saison beaucoup d'activités de nature exceptionnelles (étape GR5, etc.).

## Géographie

### Localisation

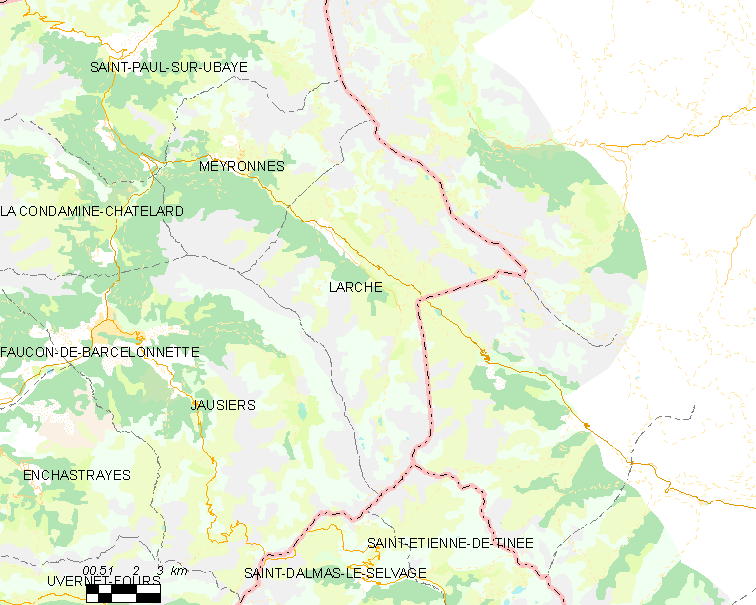
Larche et les communes voisines (cliquez sur la carte pour accéder à une grande carte avec la légende).

Larche est le plus haut village du département des Alpes-de-Haute-Provence, à une altitude de 1 697 m. Le village est construit à la confluence des torrents de l'Ubayette et de Rouchouze.
Située près de la frontière italienne, Larche a donné son nom au col de Larche (en italien : Colle della Maddalena) qui marque la frontière.
Trois petits hameaux aujourd'hui inhabités (ou presque) dépendent de Larche : Maison-Méane, le Colombier et Malboisset.
Les communes limitrophes de Larche sont  Jausiers et Saint-Étienne-de-Tinée (France), Argentera et Acceglio (Italie).

### Communes limitrophes
| Meyronnes | Acceglio ( Italie)                       | Acceglio ( Italie)                      |
| Jausiers  | Larche                                   | Acceglio ( Italie), Argentera ( Italie) |
| Jausiers  | Saint-Étienne-de-Tinée (Alpes-Maritimes) | Argentera ( Italie)                     |

### Sommets
- Tête du Coin de l'Ours (2 728 m)[3]
- Tête de Viraysse (2 768 m)[4]
- Bec de l'Aigle (2 815 m)[5]
- Tête de Fer (2 883 m)[6]
- Tête de l'Enchastraye (2 954 m)[7]
- La Meyna (3 067 m)[8]
- Tête de Moïse (3 104 m)[9]
- Mont Sautron (3 165 m)[10]
- Rocca Blanca (3 193 m)[11]
- Tête de Siguret (3 032 m)[12]
- Tête de la courbe (3 089 m)[13]

### Environnement
La commune compte 473 ha de bois et forêts, soit 6,9 % de sa superficie.

### Risques naturels et technologiques

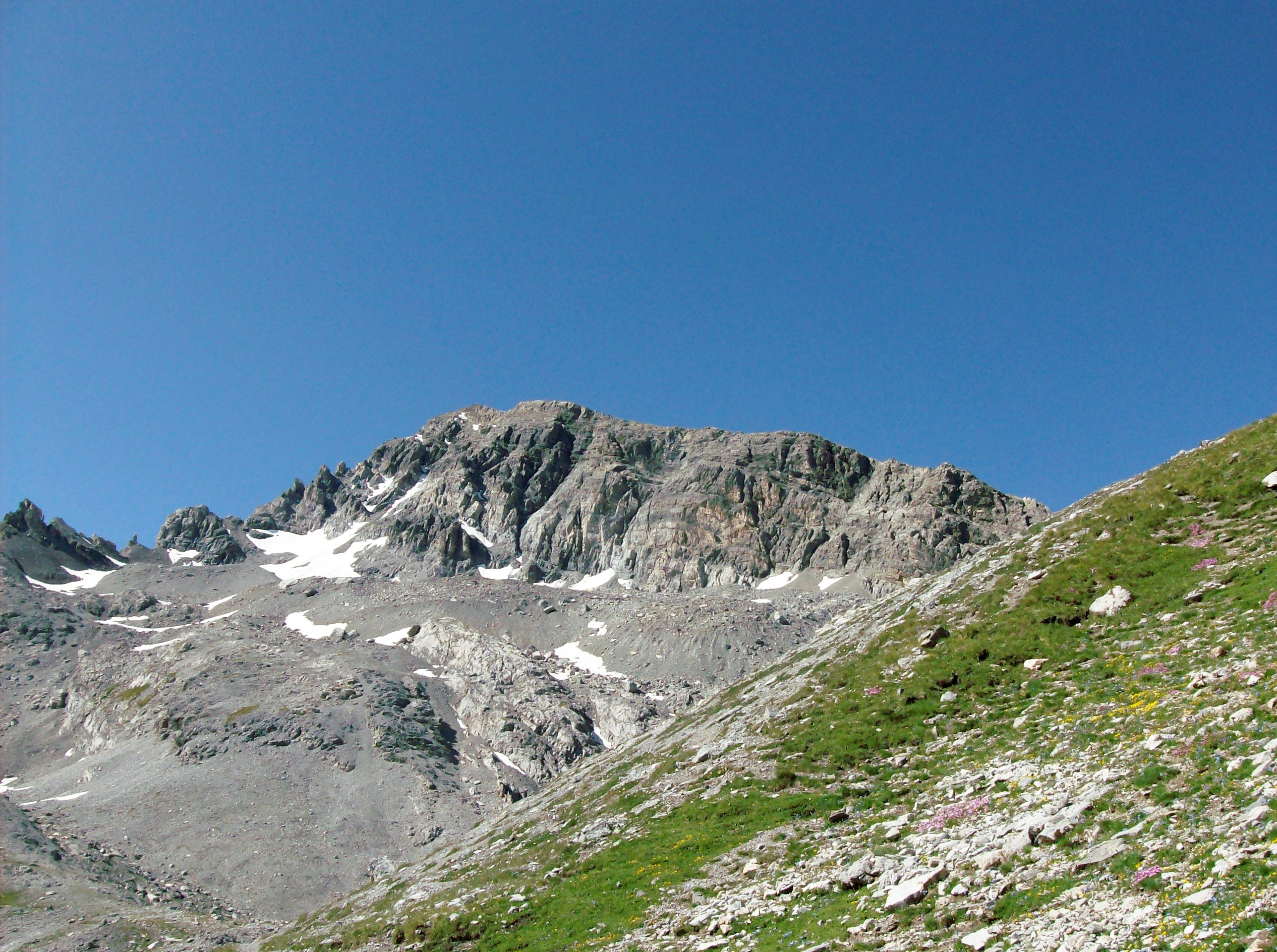
Le Sautron, vu de l'est.

La commune est l'objet de plusieurs arrêtés de catastrophe naturelle : en 1984 pour un tremblement de terre, pour des inondations et des coulées de boue en 1996 et 2001, pour des sécheresses en 1989, 1990 et 1998, et en 1996 pour des glissements de terrain.
La commune de Larche est principalement exposée à cinq risques naturels et un risque technologique :
- Le risque sismique est non négligeable ;
- avalanche ;
- feu de forêt ;
- inondation ;
- mouvement de terrain[15] ;
- transport de matière dangereuse.

Aucun plan de prévention des risques naturels prévisibles (PPR) n’existe pour la commune et le Dicrim existe depuis 2011.

#### Sismique
Aucune des 200 communes du département n'est en zone de risque sismique nul. Le canton de Barcelonnette auquel appartient Larche est en zone 1b (sismicité faible) selon la classification déterministe de 1991, basée sur les séismes historiques, et en zone 4 (risque moyen) selon la classification probabiliste EC8 de 2011.
La liste des tremblements de terre d’une intensité macro-sismique ressentie supérieure à V sur l’échelle MSK (dormeurs réveillés, chutes d’objets) suit (les intensités indiquées sont celles ressenties dans la commune, l’intensité peut être plus forte à l’épicentre) :
- le séisme du 23 février 1887, d’une intensité ressentie à Larche de VII et dont l’épicentre était situé à Bussana Vecchia, en Italie[20],
- du 23 février 1941, avec une intensité macro-sismique de V et un épicentre située dans le Piémont italien[21],
- du 5 avril 1959, avec une intensité de V et Saint-Paul-sur-Ubaye pour épicentre[22] ;
- du 28 janvier 1960, avec une intensité de V et de nouveau Saint-Paul-sur-Ubaye pour épicentre, ce séisme étant, près de dix mois après, une réplique du précédent[23] ;
- du 10 octobre 1980, avec une intensité de V et dont l’épicentre se trouve dans la commune de Larche même[22].

#### Avalanche
Météorologiquement, la commune est très concernée par les précipitations importantes de « retour d'est » venant de la Stura. Les risques d'avalanche y sont donc marqué.
Le rapport CLPA Ubaye de janvier 2013 note pour Larche :
« L'événement le plus marquant s'est produit le 20 février 1972, vers 7 h du matin, lorsque l'avalanche du Combal (no 19) a enseveli une partie du village de Larche après avoir poursuivi tout droit son cours, en rive droite du Rouchouze. Il s'agissait d'une avalanche poudreuse. Toutes les maisons du village furent « plâtrées ». Il y a plus de 100 ans, cette avalanche aurait en plus traversé l'Ubayette et serait remontée sur 80 m versant opposé. L'avalanche ayant occasionné de nombreux dégâts, mais heureusement aucune victime, il a été décidé de réaliser des protections sous forme d'ouvrages de défense passive, compte tenu de l'importance de la zone de départ. Une énorme tourne a été réalisée au débouché du Combal ; de nombreuses banquettes et ouvrages à vent ont été implantés dans la zone de départ. »
 D'autres avalanches importantes sont à signaler : 
1. Celle, dite de Maison Méane (no 24), qui aurait emporté plusieurs maisons en 1782, aurait à nouveau fait des dégâts en 1919 et 1935.
2. Plus haut, l'avalanche de la Cime des Palets (no 27) a coupé la route sur plusieurs centaines de mètres à la fin des années 1970.
3. Plus récemment, mi-décembre 2008, les versants encadrant la route du col de Larche ont été concernés par de nombreuses avalanches d’ampleur. Certaines avalanches (nos 18, 19, 20, 24, 26, 30 et 36) ont plus ou moins dépassé les limites anciennement reportées sur la CLPA et d’autres avalanches (nos 41 et 42) n’y étaient pas reportées. Cette crue avalancheuse a fait suite à une chute de neige de plus d’un mètre en 24 h.
4. Citons, enfin, à l'entrée aval de la commune, non loin de la limite de la commune de Meyronnes, l'avalanche de plaque de l'Eplatenier (no 31) qui a déjà tué un militaire en 1936 et a fait une nouvelle victime, le 18 février 1972, dans une colonie de vacances.

- Un dossier départemental sur ce risque, élaboré en 2012, apporte des informations : causes, conséquences, préventions, moyens d'information du public et recherches[25].
- L’avalanche du Combal de 1972 a fait l'objet d'une page du centre Séolane de Barcelonnette présentant succinctement, mais avec des photos, sur son site, les dégâts et les travaux consécutifs[26],[27].
- Quasiment tous les ans, la route est coupée plusieurs jours par des avalanches, ou par décision préfectorale, quand les risques sont très importants. Il est régulier que ce soient les conditions côté italien qui empêchent le franchissement du col.

#### Coulée de boue et glissement de terrain
1996 et 2001

#### Transport de matières dangereuses

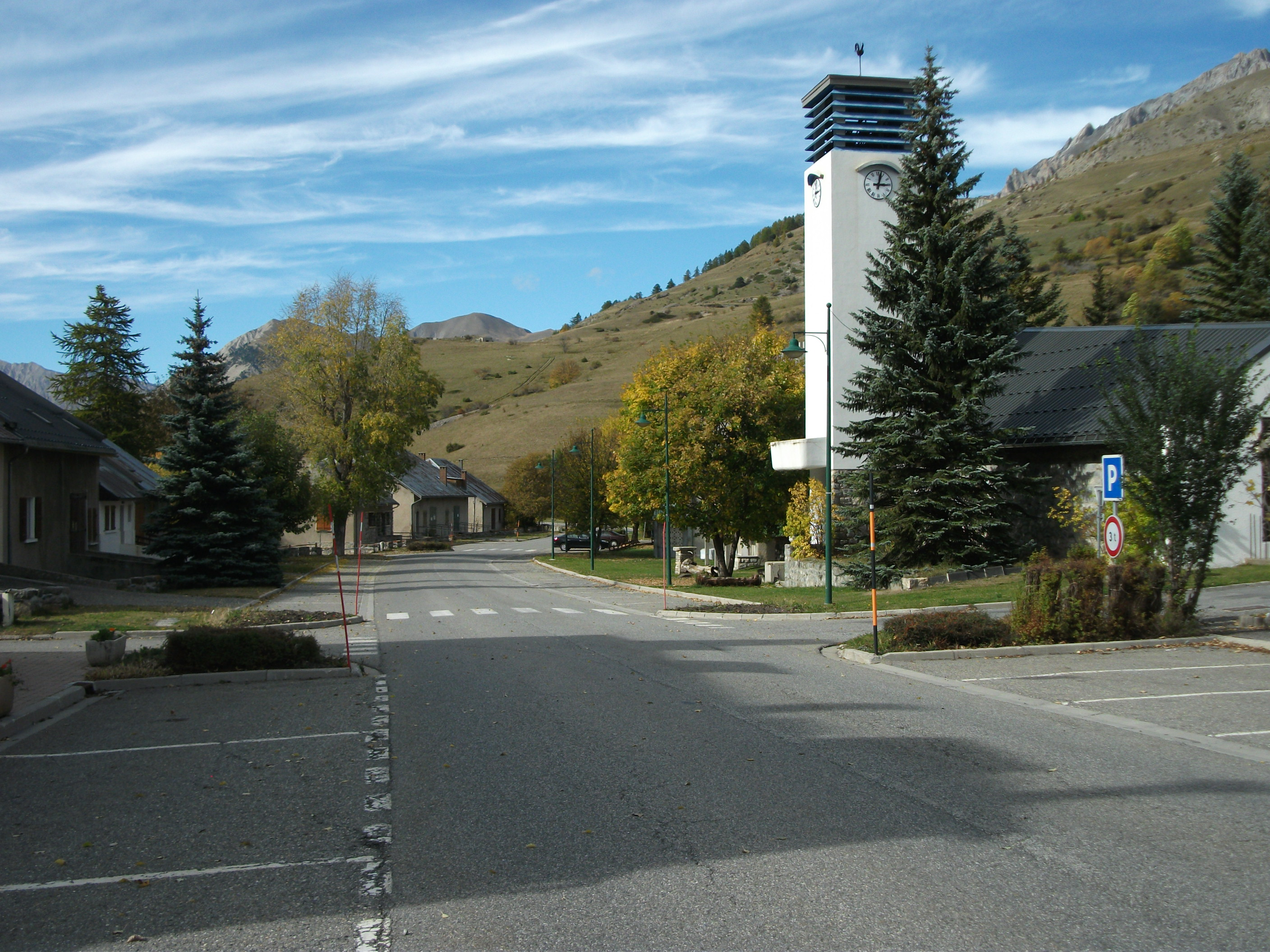
Traversée de Larche par la route départementale 900 en direction de Barcelonnette.

La commune de Larche est également exposée à un risque d’origine technologique, celui de transport de matières dangereuses par route. La départementale RD 900 (ancienne route nationale 100) peut être empruntée par les transports routiers de marchandises dangereuses.

## Toponymie

### Larche (Chef-lieu)
La localité apparaît pour la première fois dans les textes vers 1200, sous la forme l’Acha (à lire sans doute l'Archa), puis en 1351 sous la forme Archa. Cette graphie est réitérée au pluriel à seulement 43 km avec le Mont Archas à Saint-Martin-Vésubie.
Selon les toponymistes, ce nom de lieu serait issu du latin arca au sens de « coffre pour corriger le cours du torrent alpin » ou, moins probablement, de « meuble servant à stocker le grain ». Il peut également représenter le nord-occitan artsa, terme désignant l’arche d’un pont. Le latin arca s'entend comme étymon ultime du mot occitan, les formations toponymiques avec l'article défini étant tardives. La graphie actuelle Larche résulte d'une part de la francisation du mot occitan et d'autre part de l'agglutination de l'article défini, phénomène fréquent dans la toponymie et dans la langue courante (cf. l'ierre > lierre).

### Maison-Méane
Le hameau détruit à la dernière guerre mondiale était une paroisse à part entière. « Méane » serait selon François Arnaud l'adjectif au féminin de méan = méane : « au milieu » (il dit : maisons à mi-chemin entre le col et le chef-lieu). Les maisons de la reconstruction (après la guerre) n'ont pas été placées au même endroit mais plus hautes, proches de la nouvelle route, alors que le village était un peu plus bas (voir cadastre les parcelles et sur place les ruines).

### Malboisset
La consultation du cadastre indique environ une dizaine de maisons. Une seule maison a été rebâtie, mais de nombreuses fondations de maisons détruites pendant la seconde guerre mondiale sont encore visibles. Le camping « Les-Marmottes » en direction de la route du vallon du Lauzanier se trouve à proximité du hameau. François Arnaud nous dit que le sens est « mauvais petit bois ».

## Économie

### Aperçu général
En 2009, la population active s’élevait à 28 personnes, dont un chômeur. Ces travailleurs sont majoritairement salariés (19 sur 31)et une courte majorité travaille hors de la commune (16 actifs sur 31).
L'économie de Larche repose sur le tourisme et l’agriculture montagnarde, combinant cultures vivrières et fourragères (foin, avoine, blé, pomme de terre), et l'élevage (brebis, chèvres, et rarement vaches).
Si la position frontalière du village et le transit commercial empruntant le col de Larche contribuèrent longtemps à sa survie (postes de douane, de gendarmerie, services de transit, restaurants), la levée des contrôles aux frontières a mis un terme à cette petite économie transalpine, qui a dû s'adapter à l'économie du tourisme de montagne (camping, refuge) que la mention d'étape sur le trajet du GR5 et la proximité avec le parc national du Mercantour aident à maintenir. Larche possède sa petite station de ski depuis de nombreuses années, avec trois remontées mécaniques. Le domaine de ski de fond est important et parcourt la vallée jusqu'au vallon du Lauzanier.

### Agriculture
Fin 2010, le secteur primaire (agriculture, sylviculture, pêche) comptait 11 établissements actifs au sens de l’Insee (exploitants non-professionnels inclus) et aucun emploi salarié.
Le nombre d’exploitations professionnelles, selon l’enquête Agreste du ministère de l’Agriculture, très faible, est couvert par le secret statistique en 2010. Il était de trois en 2000, de quatre en 1988. Ces exploitants sont exclusivement des éleveurs de moutons. De 1988 à 2000, la surface agricole utile (SAU) avait fortement baissé, de 891 à 253 ha.

### Industrie
Fin 2010, le secteur secondaire (industrie et construction) comptait deux établissements, n’employant aucun salarié.

### Activités de service
Fin 2010, le secteur tertiaire (commerces, services) comptait huit établissements (sans emploi salarié), auxquels s’ajoutent les trois établissements du secteur administratif (regroupé avec le secteur sanitaire et social et l’enseignement), salariant quatre personnes.
D'après l’Observatoire départemental du tourisme, la fonction touristique est très importante pour la commune, avec plus de cinq touristes accueillis par habitant, l’essentiel de la capacité d'hébergement étant marchande. Plusieurs structures d’hébergement à finalité touristique existent dans la commune :
- un hôtel[41] classé deux étoiles[42] avec une capacité de 12 chambres[43] ;
- un gîte d'étape
- un camping deux étoiles[44] avec une capacité de 50 emplacements[45] ;
- de nombreux meublés labellisés[46]et quelques meublés non-labellisés[47]

Les résidences secondaires apportent un complément appréciable à la capacité d’accueil: au nombre de 73, elles représentent les deux tiers des logements. Parmi les résidences secondaires, 12 possèdent plus d’un logement,.

## Histoire

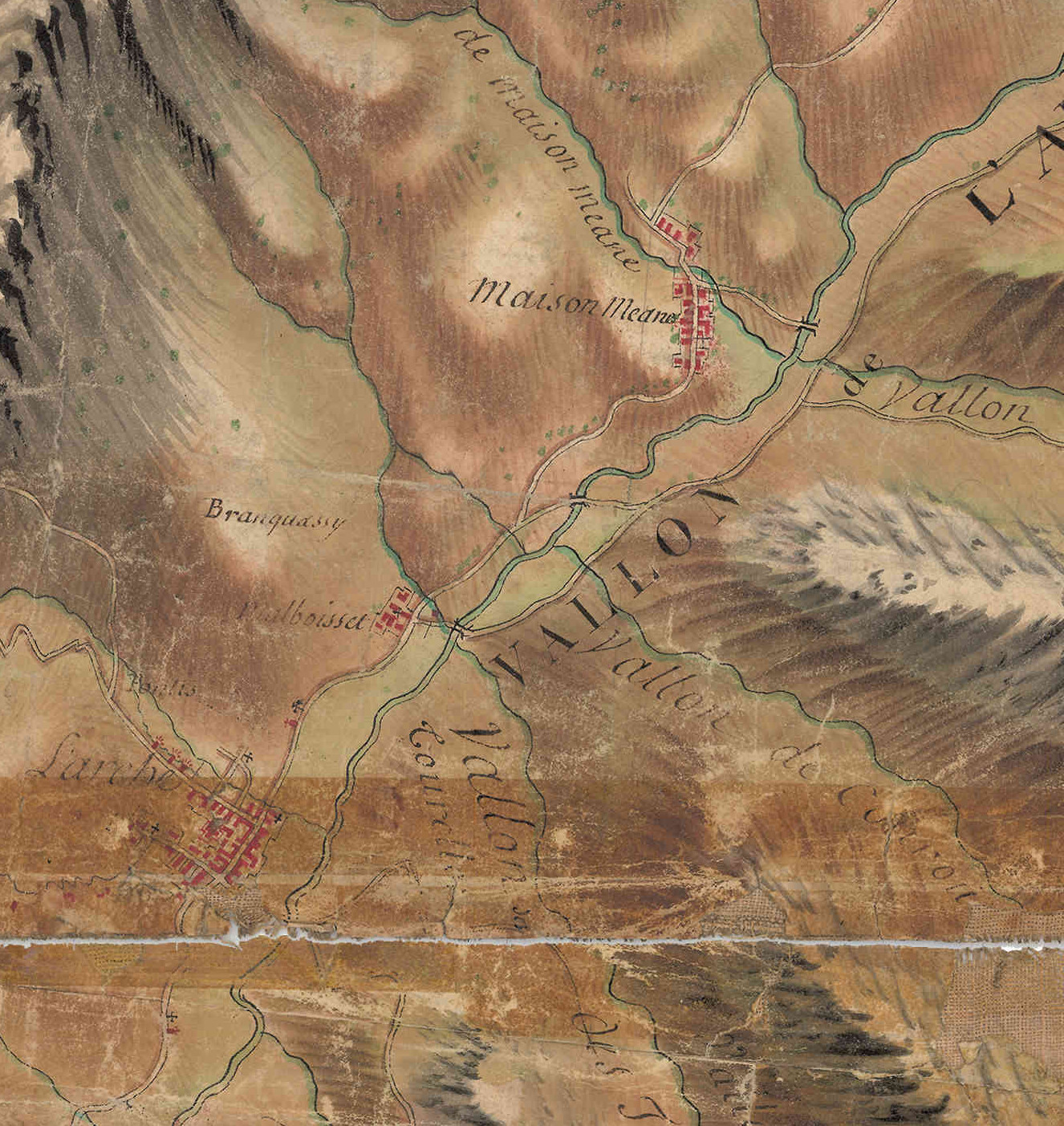
Carte nouvellement découverte, établie entre 1749 et 1755 sous la direction de Pierre-Joseph de Bourcet, ingénieur militaire. Chef d’œuvre aquarellées, dessinées au 1/14400e.

Des vestiges d’occupation de l’âge du fer (sépultures) ont été retrouvés sur la commune.

### Ancien Régime
Dans l’Antiquité tardive, Larche fait partie de la vallis Moccensis, d’après le nom de la famille romaine des Moccii, qui devait posséder des domaines importants dans les vallées: elle dépend, sur le plan religieux, de l’archevêché de Turin. Le nom évolue ensuite en vallis Muscio (XIIe siècle), vallium Mucii (XIIIe), puis au XIVe, en Vallis Montii, c’est-à-dire le Val-des-Monts, district de la vallée de Barcelonnette qui a existé jusqu’au XVIIIe siècle.
La première mention du village date de la fin du XIIe siècle. Il appartient alors aux comtes de Provence jusqu’en 1388, en étant rattaché à la communauté de Meyronnes. Rostaing Andrée de Mayronis (?-ap.1343) fut noble, habitant de Sisteron, coseigneur de Meyronnes, Tournoux, Gleisoles et probablement de Larche (baillie de Barcelonnette) en 1328. Jean Siméonis, baile-juge d'Apt (1351), président de la chambre des comptes (1355), avocat et procureur du roi (1364), viguier-juge de Forcalquier (1372-73), noble, originaire de Saint-Paul-sur-Ubaye, juriste embrassa une carrière militaire. En effet, lors de l'invasion des troupes de l’Archiprêtre, il aurait pris la tête, avec Guillaume de Barras, d'une troupe de fantassins et de cavaliers. Ainsi, le 29 octobre 1357, il vint renforcer la garnison de Sisteron[réf. nécessaire][réf. à confirmer]. M.-Z. Isnard le signale, en 1358, comme seigneur de Maurin, de Saint-Paul-sur-Ubaye, de Tournoux et de Gleisoles. Le lien avec Meyronnes met plusieurs siècles à se rompre : une paroisse indépendante est créée à la fin du Moyen Âge, et la communauté de Larche se sépare de celle de Meyronnes au milieu du XVIIe siècle. À la Révolution, cette distinction entre deux communes est conservée.
De 1388 au traité d'Utrecht (1713), Larche relève des Etats de Savoie, avant d’être rattaché au domaine royal français.
L’histoire du village est marqué par sa position frontalière. François Ier y fait construire une route stratégique pour y faire passer son artillerie lors des guerres d'Italie : le chemin des Canons, encore visible en certains endroits. Le village est pillé par l'armée française en 1693 (lorsque l'Ubaye était piémontaise), puis par l'armée piémontaise durant les guerres de la Révolution.

### Révolution française etXIXesiècle
Durant la Révolution, la commune compte une société patriotique, créée après la fin de 1792 et Larche est brièvement chef-lieu de canton.
En novembre 1792 la Convention nationale soucieuse de défendre le territoire a nommé le général Kellermann du quart S-E de la France avec les Alpes, soucieux d'éventuels attaques des États sardes. Le 15 mai 1793, il nomme le général corse Antonio Rossi de déjà 67 ans pour le secteur Briançon-Entrevaux. Son frère Camillo obtient le sous-secteur Maurin-Larche. Les 20 et 21 juin il lance une attaque préventive pour montrer les muscles vers le village de l'Argentière. Informé d'une riposte musclée en préparation avec des Autrichiens, il recule. Immédiatement ces troupes ennemies occupent la frontière avec artillerie. N'ayant pas de campement correct, elles reculent et se répartissent jusqu'à Tounoux. En se désengageant de cette zone de front, l'ennemi avance puis à nouveau recule, non sans saccager Larche Maison-Méane et Malboisset. Population et soldats mettent alors en cause Camillo pour son incompétence et pour être resté au quartier général à Tournoux pendant les affrontements. Arrêté sur-le-champ, Camillo sera décapité à Paris en janvier 1794 et son frère âgé mis à la retraite.
La paroisse de Maison-Méane n’est créée qu’au XIXe siècle.

### Période contemporaine
Comme de nombreuses communes du département, Larche se dote d’écoles bien avant les lois Jules Ferry : en 1863, elle compte déjà deux écoles dispensant une instruction primaire aux garçons, à Larche et à Maison-Méane, mais pas aux filles : la loi Falloux (1851) n’impose en effet une école de filles que dans les communes de plus de 800 habitants. La première loi Duruy (1867) abaisse ce seuil à 500 habitants, et en 1873, la commune était dotée d’une école de filles. La deuxième loi Duruy (1877) lui permet, grâce aux subventions de l’État, de construire une école à Maison-Méane.
La commune de Larche est durement touchée par la Première Guerre mondiale. Une souscription publique est lancée afin de financer la construction du monument aux morts. Une autre souscription, de fin 1919 à 1921, a lieu dans toute la vallée de l'Ubaye et permet de financer un monument aux 509 morts de la vallée, érigé à Barcelonnette par Paul Landowski.
Des ouvrages de la ligne Maginot alpine ont été construits sur la commune. Du 22 au 25 juin 1940, l’armée italienne fait porter un effort important de son offensive à Larche, malgré le temps exceptionnellement mauvais pour la saison (chutes de neige, vent violent et brouillard). Les hameaux de Maison-Méane, Foncrèze, Courrouit, Piz, Lauzannier, Oronaye et la Rouchouze, soit 6 460 ha et 10 habitants permanents, sont occupés et dépendent de l’autorité du commissaire civil d’Isola. La commune de Larche est coupée en deux par la ligne de démarcation, dite ligne violette. Le village, située en zone libre, reçoit néanmoins la visite des officiels italiens, Benito Mussolini le 30 juin et le prince de Piémont le 2 juillet. La garnison d’Alpini est remplacée, en 1941, par une compagnie du 3e régiment de gardes-frontières renforcés de patrouilles de skieurs jusqu’en 1942 et l’extension de la zone d’occupation italienne. L’Italie s’effondre devant l’avancée alliée en 1943 et signe un armistice : son armée évacue la France le 8 septembre, mais est remplacée par l’Allemagne.
À la fin de la Seconde Guerre mondiale, l’armée allemande évacue rapidement l’ensemble du département en août 1944, mais établit une position défensive au col de Larche afin de retarder la progression alliée. Le village reste ainsi occupé par la Wehrmacht jusqu’au printemps 1945. C’est l’armée française qui lance l’offensive, avec le 5e régiment de dragons. Face à lui, se trouvent un bataillon de la division italienne Littorio, trois compagnies du 34e bataillon de fusiliers allemand (Füsilier-Bataillon de la 34e division d’infanterie), et de l’artillerie. Après une préparation d’artillerie le 22 avril, les dragons français attaquent le 23 et reprennent le village. Mais le 24, l’artillerie est envoyée soutenir l’opération Pingouin qui attaque le col de la Lombarde et les combats cessent. Le col de Larche est évacué dans la nuit du 25 au 26 avril, la commune de Larche est définitivement libérée à cette date. Le village est totalement détruit par les combats, puis reconstruit. Le hameau de Maison Méane fut reconstruit bien en amont de l'ancien, lorsque la nouvelle route du col fut ouverte. Le Colombier n'a jamais été reconstruit. Malboisset a conservé une maison de taille massive éventrée par un obus, dite Maison de Rémy, pendant plus de quarante ans.

## Politique et administration

### Municipalité
| Période                                  | Période                       | Identité      | Étiquette | Qualité   |
| ---------------------------------------- | ----------------------------- | ------------- | --------- | --------- |
| Les données manquantes sont à compléter. |                               |               |           |           |
| 1972                                     |                               | Madame Goens  |           |           |
| ?                                        | 1983                          | M. Lombard    |           |           |
| 1983                                     | avril 2014                    | Max Granier,  |           |           |
| avril 2014                               | En cours (au 21 octobre 2014) | Yves Nicolas, | DVD       | Ingénieur |

### Politique environnementale
Larche est classé trois fleurs au concours des villes et villages fleuris.

## Démographie
| 1765 | 1793 | 1800 | 1806 | 1821 | 1831 | 1836 | 1841 | 1846 |
| ---- | ---- | ---- | ---- | ---- | ---- | ---- | ---- | ---- |
| 876  | 679  | 848  | 747  | 784  | 789  | 788  | 738  | 677  |

| 1851 | 1856 | 1861 | 1866 | 1872 | 1876 | 1881 | 1886 | 1891 |
| ---- | ---- | ---- | ---- | ---- | ---- | ---- | ---- | ---- |
| 700  | 672  | 677  | 650  | 665  | 645  | 615  | 787  | 552  |

| 1896 | 1901 | 1906 | 1911 | 1921 | 1926 | 1931 | 1936 | 1954 |
| ---- | ---- | ---- | ---- | ---- | ---- | ---- | ---- | ---- |
| 576  | 558  | 587  | 552  | 377  | 362  | 299  | 267  | 151  |

| 1962 | 1968 | 1975 | 1982 | 1990 | 1999 | 2008 | 2013 | - |
| ---- | ---- | ---- | ---- | ---- | ---- | ---- | ---- | - |
| 102  | 128  | 100  | 91   | 71   | 83   | 72   | 57   | - |

L'histoire démographique de Larche est marquée par une période d'« étale » où la population reste stable à un niveau élevé. Cette période dure de 1806 à 1846. L'exode rural provoque ensuite un mouvement rapide de perte de population, mouvement de très longue durée. En 1821, la commune enregistre la perte de plus de la moitié de sa population depuis le maximum historique du début du XIXe siècle. Le mouvement de perte se poursuit jusqu'à nos jours, même si la population semble stabilisée depuis une vingtaine d'années à environ 10 % de son niveau d'il y a deux siècles.

## Lieux et monuments
- Le col de Larche.

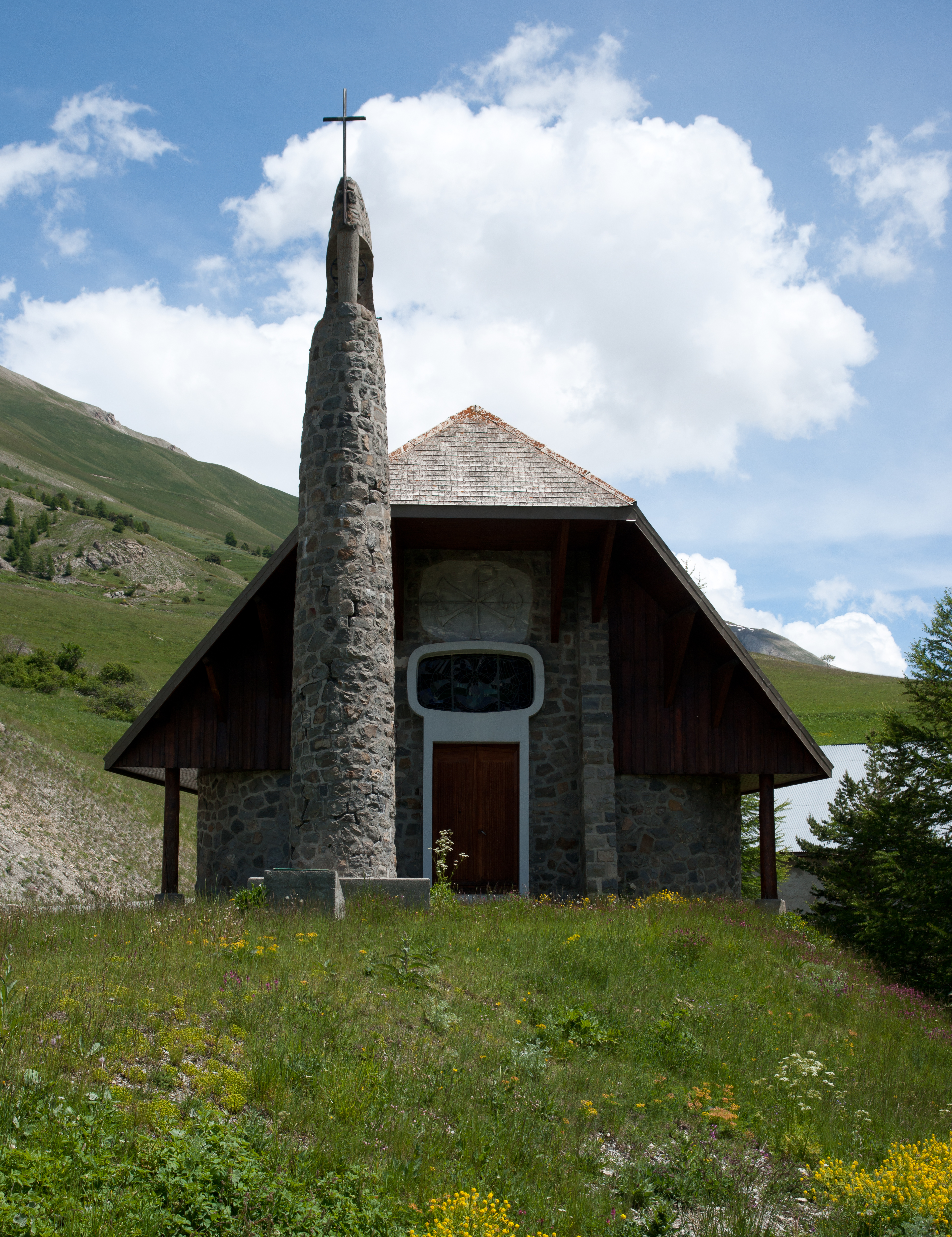
Chapelle de Maison-Méane.

- Église Notre-Dame-des-Neiges (XXe siècle), église paroissiale Saint-Pierre-ès-Liens à Larche et église Sainte-Marie-Madeleine à Maison-Méane (ancienne paroisse indépendante)[52],[53].
- Batterie de Viraysse (1887), à 2 700 m d'altitude (système Séré de Rivières).
- Forts et blockhaus de Malemort, du Colombier (ligne Maginot des Alpes), construit de 1931 à 1935 et qui repoussa l’armée italienne en juin 1940[76].
- Vallon et lac du Lauzanier, source de l'Ubayette, dans le parc national du Mercantour.

- - 1 à 4,5 km de la précédente, au « Col de Stroppia » no 59 (commune de Saint Paul).
  - 1 à 4,5 km de la précédente, au « Col de Sautron » no 60,
  - 1 à 5 km de la précédente, au « col des Monges » no 61,
  - 1 « Col de Feuillas » ou appelé plus couramment « col de l'Échelette » no 62,
  - 3 entre la précédente et la tête de Vauclave, groupées autour du col de Ruburent, nos 63-64-65 (réparties sur seulement 350 m),
  - 5 au nord-est entre le col de Larche et la pointe de La-Signora des nos 70 à 66 (réparties aussi sur seulement 800 m),
  - 5 au sud du col de Larche nos 71 à 75 (réparties sur seulement 800 m),
  - 1 au sommet « Rocher des Trois Évêques » 2 868 m, no 76 (celle-ci est la seule sur une cime ; ne pas confondre, 30 km plus ouest, avec le « sommet des Trois-Évêchés »).